# Framskotet
Das Framskotet (norwegisch für Vorspringendes Schott) ist ein Felssporn im ostantarktischen Königin-Maud-Land. Im Borg-Massiv bildet er den westlichen Ausläufer des Bergs Borga.
Norwegische Kartografen, die ihn auch deskriptiv benannten, kartierten ihn anhand von Luftaufnahmen und Vermessungen der Norwegisch-Britisch-Schwedischen Antarktisexpedition (1949–1952).